# Gwen Raverat
Gwendolen Mary "Gwen" Raverat, Darwin al nacer, (Cambridge, 26 de agosto de 1885-11 de febrero de 1957), fue una grabadora de madera inglesa miembro fundador de la Sociedad de Grabadores en Madera (The Society of Wood Engravers). Su obra de memorias Un retrato de época: las memorias de la infancia de la nieta de Darwin (Period Piece) se publicó en 1952.

## Biografía
Gwendolen Mary Darwin nació en Cambridge en 1885. Hija del astrónomo Sir George Howard Darwin y Lady Maud Darwin (Maud du Puy al nacer). Era nieta del naturalista Charles Darwin y prima hermana de la poeta Frances Cornford (Darwin al nacer).
Se casó con el pintor francés Jacques Raverat en 1911. Ambos fueron activos en el círculo de Bloomsbury y en el grupo neopagano de Rupert Brooke hasta que se mudaron al sur de Francia, donde vivieron en Vence, cerca de Niza, hasta su muerte por esclerosis múltiple en 1925. Tuvieron dos hijas: Elisabeth (1916-2014), que se casó con el político noruego Edvard Hambro, y Sophie Jane (1919-2011), que se casó con el académico de Cambridge M.G.M. Pryor y más tarde con Charles Gurney.
Cuando tenía 62 años, Raverat comenzó a escribir sus clásicas memorias de la infancia Period Piece, que ilustró con arte lineal. Apareció en 1952.
Raverat está enterrada en la extensión del cementerio de Trumpington, Cambridge, con su padre. Su madre, Maud, Lady Darwin, fue incinerada en el crematorio de Cambridge el 10 de febrero de 1947. Su familia y amigos realizaron una donación en su memoria entre los años 1961 y 1968 para restaurar la iglesia de la Asunción de la Virgen María en Harlton (Cambridgeshire) como consta en la correspondiente placa conmemorativa.
Cambridge y sus allegados siguieron siendo, en gran medida, el centro de su vida. Darwin College, Cambridge, ocupa tanto la casa de su infancia, Newnham Grange, como la cercana Old Granary, donde vivió desde 1946 hasta su muerte. La universidad ha nombrado una de sus casas de alojamiento para estudiantes en su honor.

## Grabados en madera
Raverat fue una de las primeras grabadoras de madera reconocida como moderna. Fue a la Escuela Slade en 1908, pero se mantuvo fuera de los círculos artísticos coetáneos, como el grupo en torno a Eric Gill en Ditchling y el que surgió en la Escuela Central de Artes y Oficios (Central School of Art and Design) alrededor de Noel Rooke. Recibió influencias de impresionistas y posimpresionistas y desarrolló su propio estilo pictórico de grabado.
Había cierta similitud entre sus primeros grabados y los de Gill. Ella conocía a Gill, pero la similitud se basaba principalmente en su estilo de líneas negras influenciado en ese momento por Lucien Pissarro y los temas semi-religiosos que había escogido representar. Una de sus primeras estampaciones que apareció en un libro fue "Lord Thomas and Fair Annet" en The Open Window (1911), que también incluía una estampa de Noel Rooke.
Balston le atribuye haber producido uno de los dos primeros libros ilustrados con modernos grabados en madera. Fue Spring Morning de su prima Frances Cornford, publicado por Poetry Bookshop en 1915.
En 1922 contribuyó con dos grabados en madera a Contemporary English Woodcuts, una antología de estampas producida por Thomas Balston, director de Duckworth y entusiasta del nuevo estilo de grabados en madera. Campbell Dodgson, Guardián de Grabados y Dibujos del Museo Británico, escribió sobre ella en su introducción al libro: «El Sr. Greenwood sobresale en el trabajo delicado y minucioso en línea blanca sobre negro, que también ha ganado la admiración de muchos coleccionistas por los grabados anteriores de la Sra. Raverat.» Gran parte del trabajo de Raverat fue para sus amigos de Cambridge y apareció en libros con ediciones pequeñas. Encontró un público más amplio a través de la publicación periódica London Mercury, que reprodujo muchos de sus grabados. Los más famosos son quizás los grabados Six Rivers Round London que fueron producidos para la London General Omnibus Company.
La mayoría de los encargos de Raverat para ilustraciones de libros datan de la década de 1930. El primero fue para un conjunto de grabados para la antología clásica de Kenneth Grahame The Cambridge Book of Poetry for Children (1932), publicada por Cambridge University Press e impresa por Walter Lewis. La Cambridge University Press tuvo casi tanto cuidado con su impresión como una prensa artesana y Lewis estampó las imágenes a partir de las planchas de madera originales. Imprimió cuatro libros más para Raverat: Mountains and Molehills de Frances Cornford (1934), Four Tales from Hans Andersen, nueva versión de R.P. Keigwin (1935), The Runaway de Elizabeth A. Hart (1936) y The Bird Talisman de H.A. Wedgwood (su tío abuelo) (1939). Four Tales from Hans Andersen y The Bird Talisman fueron ilustrados con estampas en color. Brooke Crutchley, la sucesora de Lewis en la imprenta, fue responsable de imprimir la colección de la obra de Raverat por parte de Reynolds Stone y describió el cuidado que se tuvo en la impresión a partir de viejos bloques alabeados.
Su experiencia con una verdadera prensa artesana, la Ashendene Press de St John Hornby, fue muy distinta. Raverat pasó un año produciendo 29 grabados en madera para una edición de Les Amours de Daphne et Chloe de Longus. Apareció en 1933, cinco años después de iniciado el proyecto. La primera edición se estampó en papel de vitela japonés o vitela japonesa, pero se desechó cuando la tinta no se secó correctamente.
En 1934 produjo un conjunto de grabados para Farmer's Glory de AG Street (1934), quizás su obra más conocida. Cottage Angles de Norah C. James (1935) reutilizó grabados producidos para Time and Tide. También ilustró A Sentimental Journey de Laurence Sterne para Penguin Illustrated Classics en 1938. Sus últimos grabados en madera fueron para otra prensa artesana, Dropmore Press, para la que ilustró London Bookbinders 1780–1806 de E. Howe (1950).
Ilustró varios libros con arte lineal, incluidos Over The Garden Wall de Eleanor Farjeon (1933), Mustard, Pepper and Salt de Alison Uttley (1938), Red-Letter Holiday de Virginia Pye (1940), Crossings de Walter de la Mare (1942), Countess Kate de Charlotte M. Yonge (1948) y The Bedside Barsetshire de L.O. Tingay (1949).
Raverat desempeñó un papel importante en el resurgimiento del grabado en madera en Gran Bretaña a principios del siglo XX. Para 1914 había completado unos sesenta grabados en madera, mucho más que cualquiera de sus contemporáneos. Su nombre se repite constantemente en todas las reseñas de la época y el primer libro dedicado a un grabador de madera moderno fue Gwendolen Raverat de Herbert Furst. Responsable del primer libro ilustrado con grabados en madera modernos, Spring Morning, participó en todas las exposiciones anuales de la Sociedad de Grabadores de Madera (The Society of Wood Engravers) entre 1920 y 1940, exhibiendo 122 estampas, más que nadie.
Raverat tuvo que abandonar el grabado en madera después de un derrame cerebral en 1951.
Participó con su trabajo en la categoría de pintura en la competición de arte en los Juegos Olímpicos de Verano de 1948 en Londres. Se incluyeron muestras de su trabajo en la exposición Print and Prejudice: Women Printmakers, 1700-1930 del Museo Victoria y Alberto en Londres, 2022-23.

## Raverat y Cambridge

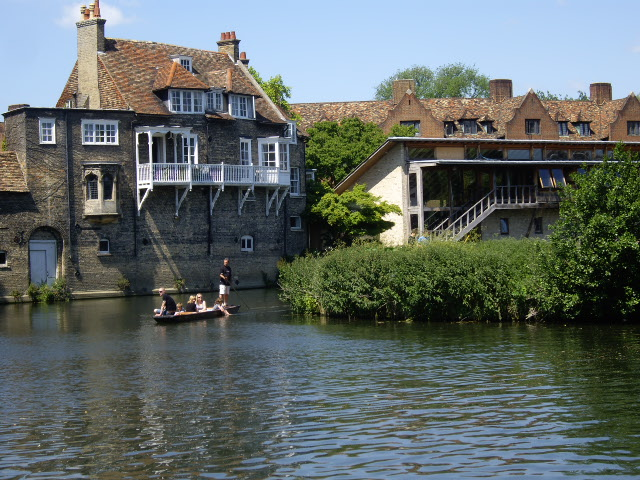
The Old Granary (izquierda), la casa de Raverat desde 1946

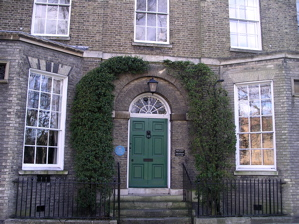
Newnham Grange, el hogar de la infancia de Raverat, ahora parte de Darwin College

Aparte de sus estudios en Slade y el período de 1915 a 1928 en que compartió su vida con Jacques y su temprana viudez, Raverat vivió en Cambridge o cerca de ella. En 1928 se mudó a Old Rectory, Harlton, cerca de Cambridge. La casa fue el modelo para sus grabados para The Runaway. En 1946 se mudó a The Old Granary, Silver Street, en Cambridge; la casa estaba al final del jardín de Newnham Grange, donde ella nació.
Su vida giraba en torno a sus contactos en Cambridge. Un ejemplo fue su trabajo para teatro, diseñando vestuario, escenografía y programas. Su primera experiencia fue en 1908, cuando diseñó el vestuario para Comus de Milton en el New Theatre de Cambridge. Su cuñado Geoffrey Keynes le pidió que proporcionara el escenario y el vestuario para un ballet propuesto extraído de las ilustraciones del Libro de Job para conmemorar el centenario de la muerte de Blake. Su primo segundo, Ralph Vaughan Williams, escribió la música de la obra que se conoció como Job: A Masque for Dancing, cuyo estreno tuvo lugar en Cambridge en 1931. El escenario en miniatura que construyó como modelo todavía existe y se encuentra en el Museo Fitzwilliam de Cambridge. Posteriormente diseñó vestuario, escenografía y programas para unas diez producciones, principalmente para la Cambridge University Musical Society (CUMS) (Sociedad Musical de la Universidad de Cambridge). Raverat conoció a una de sus amigas cercanas, Elisabeth Vellacott, en la producción Jephta de la Handel Oratorio Society.
Raverat tenía un gran interés en la ficción infantil. Tres de sus libros eran historias victorianas que convenció a los editores para que las reimprimieran: The Runaway, The Bird Talisman y Countess Kate. Cuando descubrió que The Runaway se había agotado, convenció al editor Duckworth para que lo reeditara en 1953.

## Membresías
Gwen Raverat fue miembro fundador de la Sociedad de Grabadores en Madera (The Society of Wood Engravers), que organizaba una exposición anual que incluía obras de otros artistas como David Jones, John Nash, Paul Nash, Paul Gauguin y Clare Leighton.

## Publicaciones sobre Raverat
Hay dos colecciones publicadas del trabajo de Raverat. El primero, de Reynolds Stone, presenta muchas de sus estampas impresas a partir de los grabados de madera originales de Raverat; el segundo, de Joanna Selborne y Lindsay Newman, presenta unas 75 estampas de las planchas de madera y contiene amplios listados de la obra de Raverat. Las segundas y posteriores ediciones de estos libros ya no se imprimen a partir de las planchas de madera originales. El catálogo de la exposición de 1989 en la Universidad de Lancaster incluye una bibliografía útil.
El nieto de Raverat, William Pryor, ha editado y publicado la correspondencia completa entre Gwen, Jacques y Virginia Woolf. Pryor también ha publicado en su blog una entrada sobre Raverat.
- Stone, Reynolds; Brett, Simon (1959). Wood engravings of Gwen Raverat (1st edición). London: Faber & Faber. (2nd ed.). Cambridge: Silent Books. 1989. ISBN 9781851830084.
- Selborne, Joanna; Newman, Lindsay (1996). Gwen Raverat : wood engraver (1st edición). Denby Dale, Huddersfield: Fleece Press. ISBN 0948375493. (2nd ed.) London: British Library. 2003. ISBN 9780712347921
- Newman, L. M.; Steel, D. A. (1989). Gwen and Jacques Raverat : paintings & wood-engravings : University of Lancaster Library (exhibition catalogue). Lancaster University. ISBN 0-901272-64-7.
- Pryor, William, ed. (2004). Virginia Woolf & the Raverats : a different sort of friendship. Bath: Clear. ISBN 1-904555-02-0.
- Pryor, William (2009). «Gwen Raverat – a neo-pagan Darwin». williampryor.wordpress.com.
- Spalding, Frances (2001). Gwen Raverat : friends, family and affections (1st edición). London: Harvill. ISBN 9781860467462. (2nd ed.). London: Pimlico. 2004. ISBN 978-1844134243